# Quid pro quo
Ne doit pas être confondu avec Quiproquo.
Quid pro quo est une locution latine qui signifie « une chose contre une autre », autrement dit un échange de bons procédés, du donnant-donnant. L'expression s'emploie notamment en anglais moderne, dans le contexte juridique.

## Détails
Cette forme n'est pas correcte, et la forme la plus correcte en latin est do ut des.
Il ne faut pas le confondre avec « quiproquo ». Expression qui, dans les langues latines comme le français, désigne un malentendu ou une erreur intervenue dans le cours d'une communication, créé par la substitution d'une chose par une autre : « méprise qui fait qu’on prend une personne ou une chose pour une autre » selon Le Petit Robert (par exemple, quelque chose dit par l'un est compris différemment par l'autre).